# Shaoguan
Shaoguan (léase Shao-kuan; en chino, 韶关; pinyin, Sháoguān; literalmente, ‘paso hermoso’) es una ciudad-prefectura de la provincia Guangdong, al sur de la República Popular China. Alberga los restos momificados del sexto patriarca del Budismo zen Huineng.

## Administración
Shaoguan se divide en 10 localidades que se administran en 3 distritos urbanos, 2 ciudades suburbanas, 4 condados y 1 condado autónomo. 
- Distrito de Qujiang (曲江区, pinyin: Qǔjiāng Qū)
- Distrito de Wujiang (武江区, pinyin: Wǔjiāng Qū)
- Distrito de Zhenjiang (浈江区, pinyin: Zhēnjiāng Qū) (área urban principal de Shaoguan)
- Ciudad Lechang (乐昌市, pinyin: Lèchāng Shì)
- Ciudad Nanxiong (南雄市, pinyin: Nánxióng Shì)
- Condado de Renhua (仁化县, pinyin: Rénhuà Xiàn)
- Condado de Shixing (始兴县, pinyin: Shǐxīng Xiàn)
- Condado de Wengyuan (翁源县, pinyin: Wēngyuán Xiàn)
- Condado de Xinfeng (新丰县, pinyin: Xīnfēng Xiàn)
- Condado autónomo de Ruyuan Yao (乳源瑶族自治县, pinyin: Rǔyuán Yáozú Zìzhìxiàn)

## Historia
En 1589, Matteo Ricci reubicó su casa misionera (la primera misión jesuita en China continental) a Shaoguan después de un altercado con las autoridades en Zhaoqing. Permaneció en Shaoguan por unos cuantos años, beneficiándose de su ubicación en la importante ruta de viajes del sur al norte, para establecer conexiones con dignatarios mientras estaban de viaje. Estas relaciones le permitieron trasladarse al norte a Nanchang, Nankín y Pekín.
En junio de 2009, trabajadores uigures y han se enfrentaron en una fábrica de juguetes en Shaoguan, incidente que fue seguido por disturbios en Ürümqi en julio del mismo año.

## Geografía
Shaoguan está ubicado a unos 221 kilómetros al norte de Cantón por medio del ferrocarril Pekín-Cantón. También es accesible por vía terrestre dado que está adyacente a la carretera Pekín-Zhuhai.
En Shaoguan, el río Wu desde el noroeste y el río Zhen desde el noreste se unen para crear el río Bei Jiang que fluye por el sur hasta Cantón. 
El centro de Shaoguan está localizado en una península entre los ríos Wu y Zhen. Los ríos se mantienen en un nivel constante por medio de una represa a unos 12 kilómetros aguas abajo de la ciudad. La ciudad tiene cerca de 20 kilómetros de riberas explanadas arboladas a lo largo de los bancos de los ríos. Hay siete puentes que cruzan los tres ríos.

## Clima
Shaoguan tiene un clima subtropical húmedo (en la clasificación climática de Köppen: Cfa), con inviernos significativamente más fríos que el resto de Guangdong. Los veranos son largos, cálidos y húmedos, mientras que los inviernos son cortos y suaves: la temperatura promedio en enero y julio es de 11,1 °C (52,0 °F) y 29,8 °C (85,6 °F), respectivamente. Pueden ocurrir heladas, pero las temperaturas bajo cero son extremadamente raras. El promedio de precipitación anual se acerca a los 1580 mm (62,2 plg). 
| Parámetros climáticos promedio de Shaoguan                       | Parámetros climáticos promedio de Shaoguan | Parámetros climáticos promedio de Shaoguan | Parámetros climáticos promedio de Shaoguan | Parámetros climáticos promedio de Shaoguan | Parámetros climáticos promedio de Shaoguan | Parámetros climáticos promedio de Shaoguan | Parámetros climáticos promedio de Shaoguan | Parámetros climáticos promedio de Shaoguan | Parámetros climáticos promedio de Shaoguan | Parámetros climáticos promedio de Shaoguan | Parámetros climáticos promedio de Shaoguan | Parámetros climáticos promedio de Shaoguan | Parámetros climáticos promedio de Shaoguan |
| Mes                                                              | Ene.                                       | Feb.                                       | Mar.                                       | Abr.                                       | May.                                       | Jun.                                       | Jul.                                       | Ago.                                       | Sep.                                       | Oct.                                       | Nov.                                       | Dic.                                       | Anual                                      |
| ---------------------------------------------------------------- | ------------------------------------------ | ------------------------------------------ | ------------------------------------------ | ------------------------------------------ | ------------------------------------------ | ------------------------------------------ | ------------------------------------------ | ------------------------------------------ | ------------------------------------------ | ------------------------------------------ | ------------------------------------------ | ------------------------------------------ | ------------------------------------------ |
| Temp. máx. media (°C)                                            | 15.0                                       | 15.8                                       | 19.0                                       | 24.5                                       | 28.7                                       | 31.7                                       | 34.1                                       | 33.8                                       | 31.5                                       | 27.8                                       | 22.5                                       | 17.9                                       | 25.2                                       |
| Temp. mín. media (°C)                                            | 7.1                                        | 8.9                                        | 12.4                                       | 17.6                                       | 21.5                                       | 24.4                                       | 25.5                                       | 25.1                                       | 22.9                                       | 18.5                                       | 12.8                                       | 8.1                                        | 17.1                                       |
| Precipitación total (mm)                                         | 66.0                                       | 108.2                                      | 175.2                                      | 230.3                                      | 253.2                                      | 217.4                                      | 158.0                                      | 131.5                                      | 93.1                                       | 60.5                                       | 44.9                                       | 45.2                                       | 1583.5                                     |
| Días de lluvias (≥ 1 mm)                                         | 11.4                                       | 14.8                                       | 19.1                                       | 18.8                                       | 19.3                                       | 17.1                                       | 13.6                                       | 14.7                                       | 10.1                                       | 7.8                                        | 6.9                                        | 6.8                                        | 160.4                                      |
| Horas de sol                                                     | 89.7                                       | 67.5                                       | 57.6                                       | 75.5                                       | 113.9                                      | 150.5                                      | 226.6                                      | 206.7                                      | 177.6                                      | 164.0                                      | 147.0                                      | 140.8                                      | 1617.4                                     |
| Humedad relativa (%)                                             | 75                                         | 78                                         | 82                                         | 82                                         | 81                                         | 80                                         | 76                                         | 77                                         | 75                                         | 72                                         | 71                                         | 71                                         | 76.7                                       |
| Fuente: Administración Meteorológica de China 9 de abril de 2010 |                                            |                                            |                                            |                                            |                                            |                                            |                                            |                                            |                                            |                                            |                                            |                                            |                                            |